# 盛乐镇
盛乐镇，是中华人民共和国内蒙古自治区呼和浩特市和林格尔县下辖的一个乡镇级行政单位。

## 行政区划
盛乐镇下辖以下地区：
下土城村、台几营村、段家园村、前公喇嘛村、古力半忽洞村、小林坝村、大林坝村、姑子板村、公喇嘛村、六犋牛村、郭家营村、七杆旗村、古力半村、恼木七太村、东营子村、一家村、灯笼素村、郭宝营村、北倒垃板村、哈拉沁村、李家口口村、喇嘛湾村、新营子村、郭家滩村、西沟门村、巴旦沟村、侯家梁村、中廿家村和南夭子村。